# Braulio Luna
Braulio Luna Guzmán (ur. 8 września 1974 w mieście Meksyk) – meksykański piłkarz występujący najczęściej na pozycji bocznego pomocnika.

## Kariera klubowa
Luna pochodzi z miasta Meksyk. Piłkarską karierę rozpoczął w tamtejszym klubie Pumas UNAM. W [1993] roku zadebiutował w jego barwach w lidze meksykańskiej w zremisowanym 3:3 spotkaniu z Club León. Trafił jednak na mało obfity w sukcesy okres w UNAM. Co prawda występował w drużynie z takimi zawodnikami jak Jorge Campos, Israel López, Claudio Suárez czy Rafael García, jednak nie wywalczył żadnego trofeum.
W [1998 roku Luna przeszedł do innego stołecznego klubu, Club América. Jednak i ten zespół przeżywał duży kryzys, nie osiągając żadnych sukcesów, pomimo faktu, że w drużynie grali tacy zawodnicy jak Cuauhtémoc Blanco czy Germán Villa.
Po 3,5 roku gry w Américe Luna znów zmienił barwy klubowe i został piłkarzem Club Necaxa. W Necaxie z kolei występował przez 2 i pół roku, a w 2004 roku trafił do Tiburones Rojos de Veracruz. Natomiast zimą 2007 przed rozpoczęciem fazy Clausura Luna został zawodnikiem San Luis, gdzie występował przez ponad cztery lata.
23 maja 2010 Luna za sumę 970 tysięcy euro oficjalnie został piłkarzem Pachuki. W drużynie tej spędził rok, rozgrywając 26 spotkań ligowych.
Latem 2011 odszedł do klubu z siedzibą w Guadalajarze, Tecos UAG.
| Sezon   | Klub              | Kraj   | Rozgrywki                 | Mecze | Bramki |
| ------- | ----------------- | ------ | ------------------------- | ----- | ------ |
| 1994/95 | Pumas UNAM        | Meksyk | Primera División (Meksyk) | 24    | 2      |
| 1995/96 | Pumas UNAM        | Meksyk | Primera División (Meksyk) | 22    | 3      |
| 1996/97 | Pumas UNAM        | Meksyk | Primera División (Meksyk) | 35    | 3      |
| 1997/98 | Pumas UNAM        | Meksyk | Primera División (Meksyk) | 27    | 2      |
| 1998/99 | Club América      | Meksyk | Primera División (Meksyk) | 35    | 5      |
| 1999/00 | Club América      | Meksyk | Primera División (Meksyk) | 31    | 5      |
| 2000/01 | Club América      | Meksyk | Primera División (Meksyk) | 36    | 5      |
| 2001/02 | Club América      | Meksyk | Primera División (Meksyk) | 14    | 0      |
| 2001/02 | Club América      | Meksyk | Primera División (Meksyk) | 15    | 6      |
| 2002/03 | Club América      | Meksyk | Primera División (Meksyk) | 35    | 12     |
| 2003/04 | Club América      | Meksyk | Primera División (Meksyk) | 35    | 6      |
| 2004/05 | CD Veracruz       | Meksyk | Primera División (Meksyk) | 22    | 0      |
| 2005/06 | CD Veracruz       | Meksyk | Primera División (Meksyk) | 28    | 1      |
| 2006/07 | CD Veracruz       | Meksyk | Primera División (Meksyk) | 14    | 2      |
| 2006/07 | San Luis FC       | Meksyk | Primera División (Meksyk) | 18    | 4      |
| 2007/08 | San Luis FC       | Meksyk | Primera División (Meksyk) | 39    | 4      |
| 2008/09 | San Luis FC       | Meksyk | Primera División (Meksyk) | 33    | 4      |
| 2009/10 | San Luis FC       | Meksyk | Primera División (Meksyk) | 34    | 6      |
| 2010/11 | CF Pachuca        | Meksyk | Primera División (Meksyk) | 26    | 1      |
| 2011/12 | Tecos UAG         | Meksyk | Primera División (Meksyk) | 30    | 2      |
| 2012/13 | Veracruz          | Meksyk | Primera División (Meksyk) | 29    | 5      |
| 2013    | Cruz Azul         | Meksyk | Primera División (Meksyk) | 11    | 0      |
| 2014    | Atletico San Luis | Meksyk | Primera División (Meksyk) | 3     | 0      |

## Kariera reprezentacyjna
W reprezentacji Meksyku Luna zadebiutował 12 grudnia 1997 roku w przegranym 1:3 spotkaniu z Australią, rozegranym w ramach Pucharu Konfederacji, z którego Meksyk odpadł po fazie grupowej. W 1998 roku Braulio został powołany do kadry na Mistrzostwa Świata we Francji. Tam wystąpił tylko we 2 meczach grupowych: wygranym 3:1 z Koreą Południową oraz zremisowanym 2:2 z Holandią.
W 2002 roku Luna znalazł się w kadrze na MŚ 2002. Tym razem był już podstawowym zawodnikiem drużyny i wystąpił najpierw w 3 meczach grupowych: z Chorwacją (1:0), z Ekwadorem (2:1) i Włochami (1:1), a następnie w 1/8 finału z USA (0:2).
Do kadry narodowej 35–letni Luna powrócił w 2009 roku za kadencji Javiera Aguirre jako zawodnik San Luis. Wziął udział w spotkaniach towarzyskich przed Mundialem 2010 w RPA – szczególnie dobrze zaprezentował się 25 lutego 2010 w sparingu z Boliwią, kiedy to w wygranym 5:0 meczu zanotował gola i cztery asysty. Ostatecznie nie znalazł się jednak w kadrze na Mistrzostwa Świata.